# Theo van Baaren
Theodoor Pieter (Theo) van Baaren - ook wel Theodorus Petrus van Baaren - (Utrecht, 13 mei 1912 - Groningen, 4 mei 1989) was een Nederlands dichter en godsdiensthistoricus, verbonden als hoogleraar aan de Rijksuniversiteit Groningen.
Behalve gedichten schreef Van Baaren toneel, een roman en een aantal godsdiensthistorische publicaties. Op het gebied van de beeldende kunst maakte hij collages. Ook was hij een actief verzamelaar van (kunst)voorwerpen uit niet-westerse culturen. Ook gebruikte hij een pseudoniem: Peter Boer.
Van Baaren werd geboren in een rooms-katholiek middenstandsgezin, zijn vader had een winkel in feestartikelen. In zijn jeugd was Van Baaren een tijdje misdienaar. Het gezin verhuisde naar Tecklenburg in de Duitse streek Westfalen. Daar bezocht hij de middelbare school. Nadat het gezin weer naar Utrecht was teruggekeerd, bezocht Van Baaren een christelijke kweekschool.

## Wetenschappelijk werk

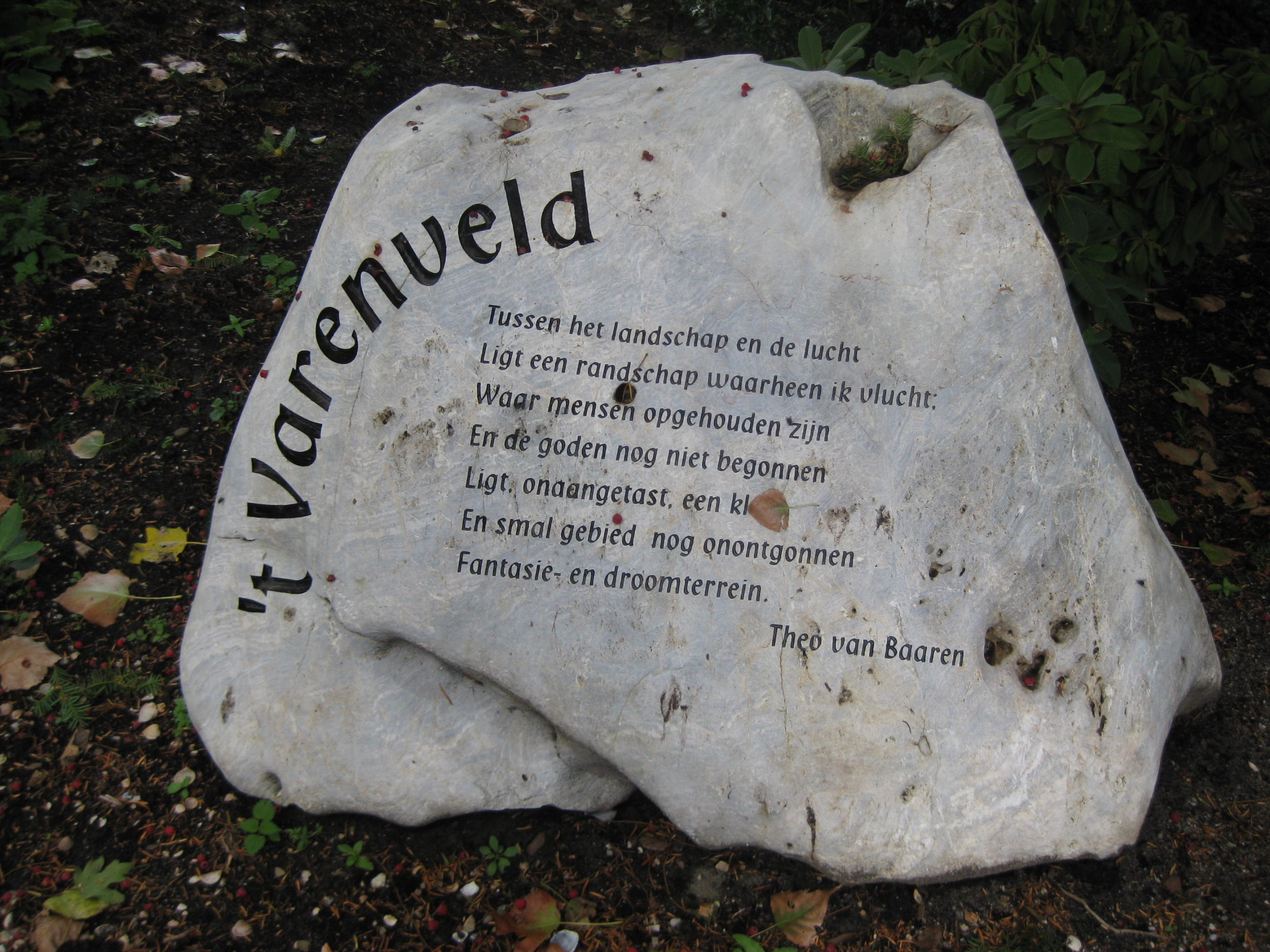
Op begraafplaats Zorgvlied in Amsterdam

Na het staatsexamen te hebben afgelegd ging hij in 1938 in Utrecht theologie studeren, met als bijvak egyptologie. Zijn proefschrift was getiteld Voorstellingen van openbaring phaenomenologisch beschouwd (1951). In 1952 werd Van Baaren benoemd tot hoogleraar in de geschiedenis der godsdiensten en de Egyptische taal- en letterkunde aan de Rijksuniversiteit Groningen. Hij was daarmee de opvolger van Gerardus van der Leeuw. Verrassend was dat Van Baaren deze benoeming ten deel viel en niet Van der Leeuws gedoodverfde opvolger Fokke Sierksma.
Van Baaren, die zichzelf als agnost typeerde, publiceerde veel over schriftloze religies, primitieve kunst, religieuze dans, scheppingsverhalen, de grote godsdiensten van Azië en de godsdienst van het oude Egypte. In 1980 ging Van Baaren om gezondheidsredenen met emeritaat.
Van Baaren was een actief verzamelaar van voorwerpen uit niet-westerse culturen. Zonder deze echter ooit in het veld te hebben bestudeerd ontwikkelde hij zich tot een gezaghebbende deskundige op het terrein van etnografica. In 1968 schonk hij zijn collectie aan de Rijksuniversiteit Groningen. Dit was de eerste aanzet tot het Volkenkundig museum 'Gerardus van der Leeuw'. Ook was hij de grondlegger van het Instituut voor Godsdiensthistorische Beelddocumentatie (IGB).
De in 1980 enigszins bijgewerkte publicatie uit 1960, Doolhof der Goden kwam tot stand samen met zijn leerling Lammert Leertouwer.
In 2002 verscheen een nieuwe uitgave van Doolhof der Goden, herzien door Lammert Leertouwer.

## Literair werk
Op jonge leeftijd begon Van Baaren al met het schrijven van gedichten. In 1936 debuteerde hij in het poëzietijdschrift Helicon.
In de oorlogsjaren brachten Van Baaren en zijn latere echtgenote Gertrude Pape (1907-1988) het tijdschrift De Schone Zakdoek uit. Dit had een oplage van één exemplaar en verscheen in de periode april 1941 tot maart 1944. Met een aantal andere schrijvers en dichters experimenteerden zij met verschillende vormen van poëzie en schrijftechnieken. Ook werden foto's en collages ingeplakt. Het is het enige surrealistische tijdschrift dat in Nederland is verschenen.
In de periode 1952 tot 1976 verscheen geen literair werk van zijn hand. Vanaf 1976 bracht hij regelmatig een dichtbundel uit. In deze periode vervaardigde hij opnieuw collages.
Voor een kleine kring vrienden fotokopieerde hij vanaf 1986 gedichten, aforismen, verhalen en tekeningen van eigen hand. In deze Ephemeriden publiceerde hij ook werk van zijn vrouw en van literaire vrienden. Zijn poëzie is verwant met het surrealisme.